# Stazione di Wartensee
La stazione di Wartensee (in tedesco Bahnhof Wartensee) è una stazione ferroviaria nel comune svizzero di Thal sulla linea Rorschach-Heiden.

## Storia
La stazione fu attivata il 6 settembre 1875, in occasione dell'apertura della ferrovia Rorschach-Heiden. È situata nei pressi dell'omonima località, nel comune di Thal.

## Strutture e impianti
La stazione dispone di un binario dotato di marciapiede per il servizio passeggeri. La stazione è dotata di una pensilina.

## Movimento
La stazione è servita da treni a cadenza oraria (e che fermano su richiesta) sulla relazione Rorschach Hafen - Heiden, di cui alcuni limitati a Rorschach, sulla linea S25 della rete celere di San Gallo.